# Ferrocarrils de la Generalitat de Catalunya

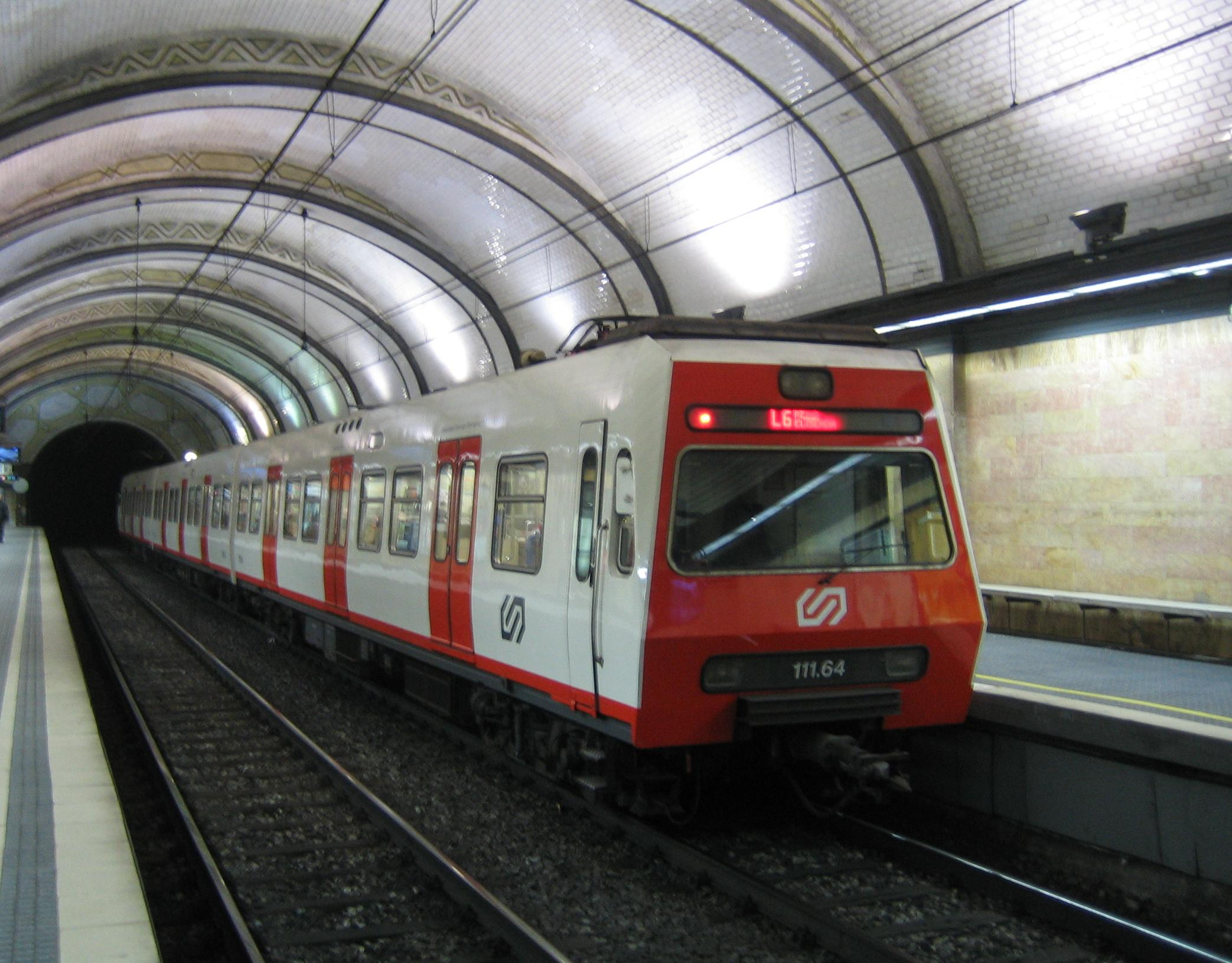
Потяг FGC (111 серії) у Барселоні.

Ferrocarrils de la Generalitat de Catalunya (FGC) — залізнична компанія, що має під орудою декілька окремих ліній в Каталонії, Іспанія.
Під орудою приміські та лінії метро лінії у місті Барселона та передмісті, туристичні гірські залізниці та лінії регіональних залізниць. Мають 3,5 км маршруту колії 600 мм (1 фут 11+5⁄8 дюйма), 140 км (87 миль) маршруту колії 1000 мм (3 фути 3+3⁄8 дюйма), 42 км маршруту стандартної колії 1435 мм (4 фути 8+1⁄2 дюйма) та 89 км маршруту колії 1668 мм, тому FGC одна з небагатьох залізничних компаній, що працюють на чотирьох різних коліях.

Більшість ліній є звичайними залізницями, FGC також експлуатує дві зубчасті залізниці та чотири фунікулери.
В 2018 році мережа перевезла 87,2 млн пасажирів.

## Історія
FGC було засновано 5 вересня 1979 року для управління лініями, власність яких була передана від державної Renfe Feve до Женералітату Каталонії в 1978 році в рамках процесу регіональної децентралізації згідно з Конституцією Іспанії 1978 року. 
Її найстаріша лінія, стандартної колії залізниця Барселона — Вальєс що була побудована в 1863 р., та керована «Companyia del Ferrocarril de Barcelona a Sarrià» в 1863 — 1874 рр. і «Ferrocarril de Sarrià a Barcelona» (FSB). 
Друга найстаріша лінія залізниця Льобрегат-Анойя була відкрита в 1892 році як міжміський трамвай, що використовував метрову колію і був під орудою компанії «General dels Ferrocarrils Catalans» (CGFC)  та в 1912 році перетворила її на залізничну лінію; 
В 1951 році побудована залізниця іберійської ширини колії Льєйда — Ла-Побла-де-Сегур.

## Метро та приміські лінії
FGC управляє деякими мережами приміських залізниць Барселони. 
Голосові оголошення та вивіски на поїздах і станціях ліній, якими керує FGC, винятково на каталонській мові, на відміну від ліній, якими керують Transports Metropolitans de Barcelona та Renfe, які залишаються двомовними або тримовними (каталонська, іспанська чи «кастиланська» та, зрештою, англійська). 
Усі лінії повітряного постійного струму електрифіковані 1,5 кВ. 
Є дві різні (і окремі) системи:
- Залізниця Барселона — Вальєс: 8 маршрутів стандартної колії, що курсують від залізничної станції Барселона-Каталонія[en] до Авінгуда-Тібідабо[en] (L7, коричневий на карті), Саррія[en] (L6, фіолетовий) і Сан-Кугат[en] (S5), а потім до Сабадель (S2) або Терраси (S1). У годину пік деякі з них прибувають лише до Автономного університету (S6) або Рубі (S7). Восьма лінія — L12, маршрут метро між Саррія та Реїна-Елісенда.
- Залізниця Льобрегат-Анойя: лінія метрової колії, що проходять від залізничної станції Барселона-Каталонія до Молі-Ноу-Сіутат-Кооператива (у Сан-Бой-да-Любрагат, L8 - рожевий на карті), Марторель-Енльяс (S8), а потім до Улеза-да-Монсаррат (S4) і Манреза (R5) або Ігуалаза[en] (R6).

Існує також неелектрифікована вантажна лінія метрової колії до порту Барселони, яка відходить від головної лінії між Сан-Бой і Корнелья. Уздовж долини Льобрегат FGC прокладено правим берегом через Сан-Бой-де-Льобрегат, Сан-Бісенс-далс-Орс, Паляжа і далі до Марторель (Енльяс), тоді як залізниця іберійської колії R4 прокладено лівим берегом через міста Сан-Жуан-Даспі, Сант-Феліу-де-Льобрегат, Мулінс-да-Рей і далі в Марторель.
Нумерація маршрутів:
- Лінії з префіксом L (L від Línia - лінія) — частина мережі метро Барселони, яка складається з L1-L5 для власне метро, L6-L8 для FGC, L9 і L10 частково відкриті та частково у стадії будівництва, і L11, система короткого штадтбану на північному заході. L6 і L7 раніше мали назву U6 і U7 (U від Urbà - міський), тоді як L8 раніше був відомий як S3.
- Лінії з префіксом S (S від Suburbà) – це приміські лінії, що простягаються до міської зони тарифів 2 або 3.
- Лінії з префіксом R (R від Rodalies) — міжміські лінії, що виходять за межі зони 3. Лініми R1-R4, R7 і R8 керує компанія Rodalies de Catalunya[en] (наразі під орудою RENFE), R5 і R6 керує FGC.

## Гірська залізниця, туристичні та фунікулерні лінії
FGC експлуатує три гірські залізниці:
- Зубчаста залізниця Монсеррат, що прокладена від Муністрол-да-Монсаррат, на приміській лінії FGC до Манрези (R5), до монастиря Монтсеррат на вершині гори. Ця лінія була відкрита в 1892 — 1957 рр і знову відкрита в 2003. Вона має метрову колію та зубчасту залізничну систему Abt.
- Зубчаста залізниця Валль-де-Нурія[en], у Піренейських горах на півночі Каталонії. Вона також має метрову колію та зубчасту залізничну систему Abt, і дві лінії, хоча і розташовані на багато кілометрів один від одного.
- Туристична залізниця Альт-Льобрегат[ca], що прокладена від Ла-Побла-да-Лільєт до Клот-дель-Моро, також у північній Каталонії. Ця лінія має ширину колії 600 мм.[5][7]

FGC також має під орудою чотири фунікулери:
- Фунікулер Сант-Джоан, від верхньої станції зубчастої залізниці Монтсеррат до вершини гори Монтсеррат.
- Фунікулер Санта-Кова, також від верхньої станції рейкової залізниці Монтсеррат до сусідньої святині.
- Фунікулер Жаліза, що сполучає місто Жаліза з його залізничною станцію.
- Фунікулер Вальвідрера, що сполучає станцію на приміській лінії Барселона — Вальєс до вершини пагорба Тібідабо.

## Лінії іберійської колії

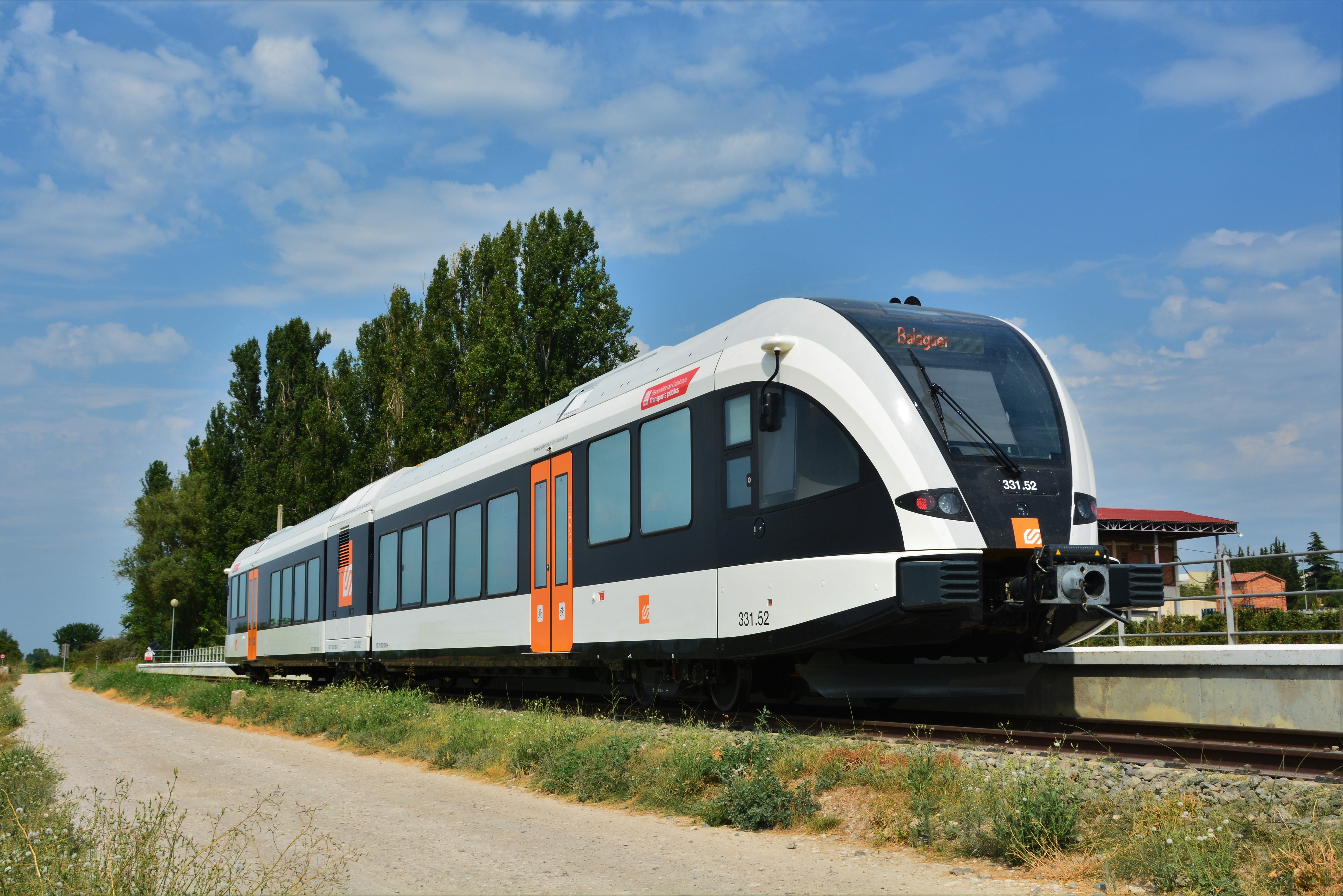
Stadler GTW на залізниці Льєда — Ла-Побла

Станом на 201, після введення нових поїздів Stadler GTW, пасажирські перевезення здійснюються між Льєдою та Балаґером: у будні ходять 6 поїздів на день, а між Льєдою та Ла-Побла-де-Сегур — 4 поїзди на день.

## Вантажний трафік

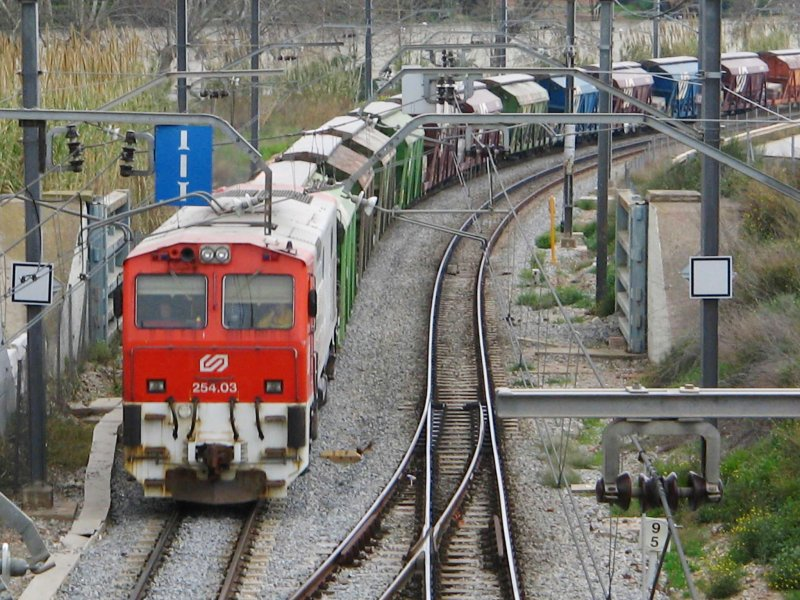
FGC locomotive 254.03 біля Сан-Бої

На кінець 2010-х FGC здійснює два види вантажних перевезень на лінії Льобрегат-Анойя; один з яких перевозить поташ і сіль з Сурія і Саллент відповідно до Марторель для очищення та переробки перед відправленням до порту Барселони, а інший перевозить автомобілі з головного заводу SEAT в Мартореллі в порт Барселони.
У вересні 2012 року ФСК оголосила, що планує запустити вантажні послуги через мережу залізниць Іспанії як оператор відкритого доступу. Початкові маршрути: Барселона – Севілья та Барселона – Мадрид.